# Setaria plicata
Setaria plicata är en gräsart som först beskrevs av Jean-Baptiste de Lamarck, och fick sitt nu gällande namn av Theodore Cooke. Setaria plicata ingår i släktet kolvhirser, och familjen gräs. Inga underarter finns listade i Catalogue of Life.